# Belgique aux Jeux olympiques d'hiver de 1928
Cet article contient des informations sur la participation et les résultats de la Belgique aux Jeux olympiques d'hiver de 1928 à Saint-Moritz en Suisse. La Belgique était représentée par 25 athlètes. 
La délégation belge a récolté une médaille de bronze. Elle a terminé au 8e rang du classement des médailles.

## Médaille
| Médaille                            | Nom                  | Sport               | Compétition       |
| ----------------------------------- | -------------------- | ------------------- | ----------------- |
| Médaille de bronze, Jeux olympiques | Robert Van Zeebroeck | Patinage artistique | Individuel hommes |